# Collins (Iowa)
Collins is een plaats (city) in de Amerikaanse staat Iowa, en valt bestuurlijk gezien onder Story County.

## Demografie
Bij de volkstelling in 2000 werd het aantal inwoners vastgesteld op 499. In 2006 is het aantal inwoners door het United States Census Bureau geschat op 457, een daling van 42 (-8,4%).

## Geografie
Volgens het United States Census Bureau beslaat de plaats een oppervlakte van 1,3 km², geheel bestaande uit land. Collins ligt op ongeveer 304 m boven zeeniveau.

## Plaatsen in de nabije omgeving
De onderstaande figuur toont nabijgelegen plaatsen in een straal van 16 km rond Collins.